# Карписька
Карписька (пол. Karpiska) — село в Польщі, у гміні Колбель Отвоцького повіту Мазовецького воєводства.
Населення — 219 осіб (2011).
У 1975-1998 роках село належало до Седлецького воєводства.

## Демографія
Демографічна структура станом на 31 березня 2011 року:
|          | Загалом | Допрацездатний вік | Працездатний вік | Постпрацездатний вік |
| -------- | ------- | ------------------ | ---------------- | -------------------- |
| Чоловіки | 114     | 31                 | 70               | 13                   |
| Жінки    | 105     | 15                 | 67               | 23                   |
| Разом    | 219     | 46                 | 137              | 36                   |